# Grand Prix 2022/2023 (volleyboll, damer)
Grand Prix 2022/2023 spelades helgen 21-22 januari 2023 i Fyrishov, Uppsala. Det var den 25:e upplagan av Grand Prix och de fyra lag som låg först i Elitserien efter tio omgångar (14 december 2022) fick delta. Engelholms VS vann genom att i finalen besegra Örebro Volley med 3-0 i set. Det var klubbens tionde Grand Prix-seger. Finalen hade 710 åskådare. I finalen utsågs Frida Kindbom till mest värdefulla spelare i Engelholm och Sofie Sjöberg fick samma utmärkelse i Örebro. Linköpings VC tog bronsplatsen genom att besegra Göteborg Volleybollklubb med 3-1 i set. Engelholm vann sin semifinal över Linköping med 3-0, medan Örebro Volley vann sin semifinal över Göteborg med 3-2.